# Bahnhof Jedlová
Der Bahnhof Jedlová, bis Oktober 1938 deutsch: Bahnhof Tannenberg ist eine Betriebsstelle der Bahnstrecke Bakov nad Jizerou–Ebersbach und der einmündenden Bahnstrecke Děčín–Jedlová. Er liegt ohne Bezug zu einer Ortschaft inmitten der Wälder des Lausitzer Gebirges in einer Meereshöhe von 544 Metern. Seinen Namen erhielt er nach dem nördlich gelegenen, markanten Berg Jedlová (Tannenberg).

## Geschichte
Eröffnet wurde der Bahnhof am 16. Januar 1869 durch die k.k. priv. Böhmische Nordbahn (BNB). Erbaut wurde der Bahnhof mit den anknüpfenden Strecken nach dem Preußisch-Österreichischen Krieg als Notstandsarbeit.
Nach Übernahme des Bahnhofes durch die Tschechoslowakischen Staatsbahnen nach dem Ersten Weltkrieg erhielt der Bahnhof in den 1920er Jahren den offiziellen Namen Jedlová. Gleichwohl blieb der Name Tannenberg als Zusatz erhalten, da die Betriebsstelle im deutschen Sprachgebiet lag. Nach Angliederung des Sudetenlandes an Deutschland und der Übernahme des Bahnhofes durch die Reichsbahndirektion Dresden im Oktober 1938 führte der Bahnhof zunächst den Namen Tannendorf, um Verwechslungen mit verschiedenen gleichnamigen Betriebsstellen im sogenannten Altreich zu vermeiden. Von 1940 bis Mai 1945 trug der Bahnhof den Namen Tollenstein, nach der nahegelegenen Burgruine.
Im Jahr 2015 wurde der Spurplan von bislang fünf durchgehenden Bahnhofsgleisen auf nur noch vier reduziert. Seitdem bestehen nur noch an drei Gleisen Bahnsteigkanten, das vierte Gleis ist ausschließlich für Güterzugfahrten vorgesehen.
Im Jahr 2020 wurde das Aufnahmsgebäude außen und innen renoviert. In den ehemaligen Dienstwohnungen im ersten Obergeschoss wurden drei Ferienwohnungen eingerichtet, die seit Oktober 2021 der Öffentlichkeit zur Verfügung stehen. Die Unterkünfte sind insbesondere für Wanderer, Radfahrer, Skiläufer und Eisenbahnfreunde gedacht. Eine Anfahrt mit eigenem Kraftfahrzeug ist nicht erlaubt. Im Netz der staatlichen Infrastrukturverwaltung ist es der erste Bahnhof, wo eine derartige touristische Nutzung realisiert wurde. Bislang bestand nur auf einigen Bahnhöfen der privaten Jindřichohradecké místní dráhy (JHMD) in Südböhmen ein vergleichbares Angebot.

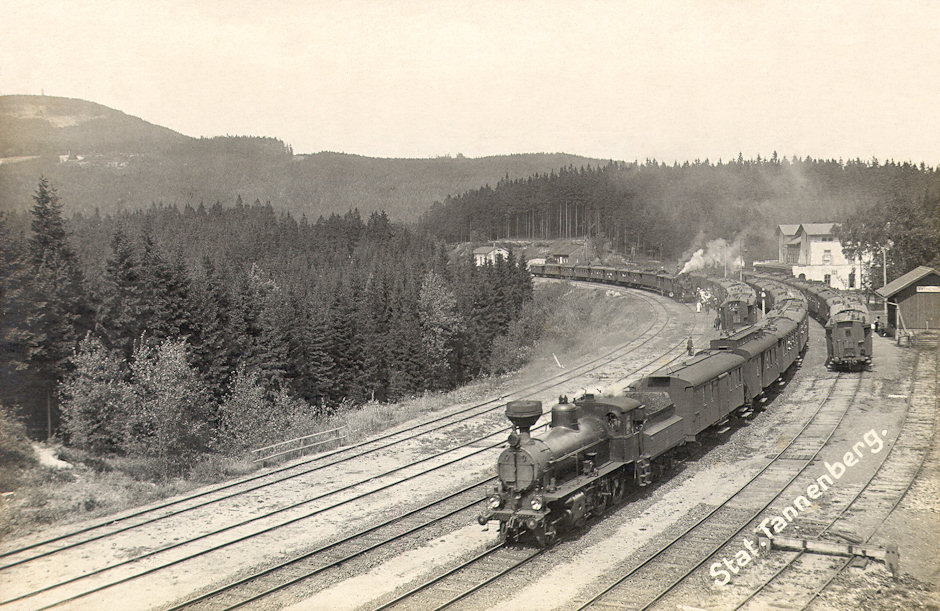
Bahnhof Tannenberg vor 1919. Begegnungen von insgesamt vier Reisezügen der Relationen Bodenbach–Warnsdorf und Böhm. Leipa–Rumburg waren noch bis Anfang der 1990er üblich.
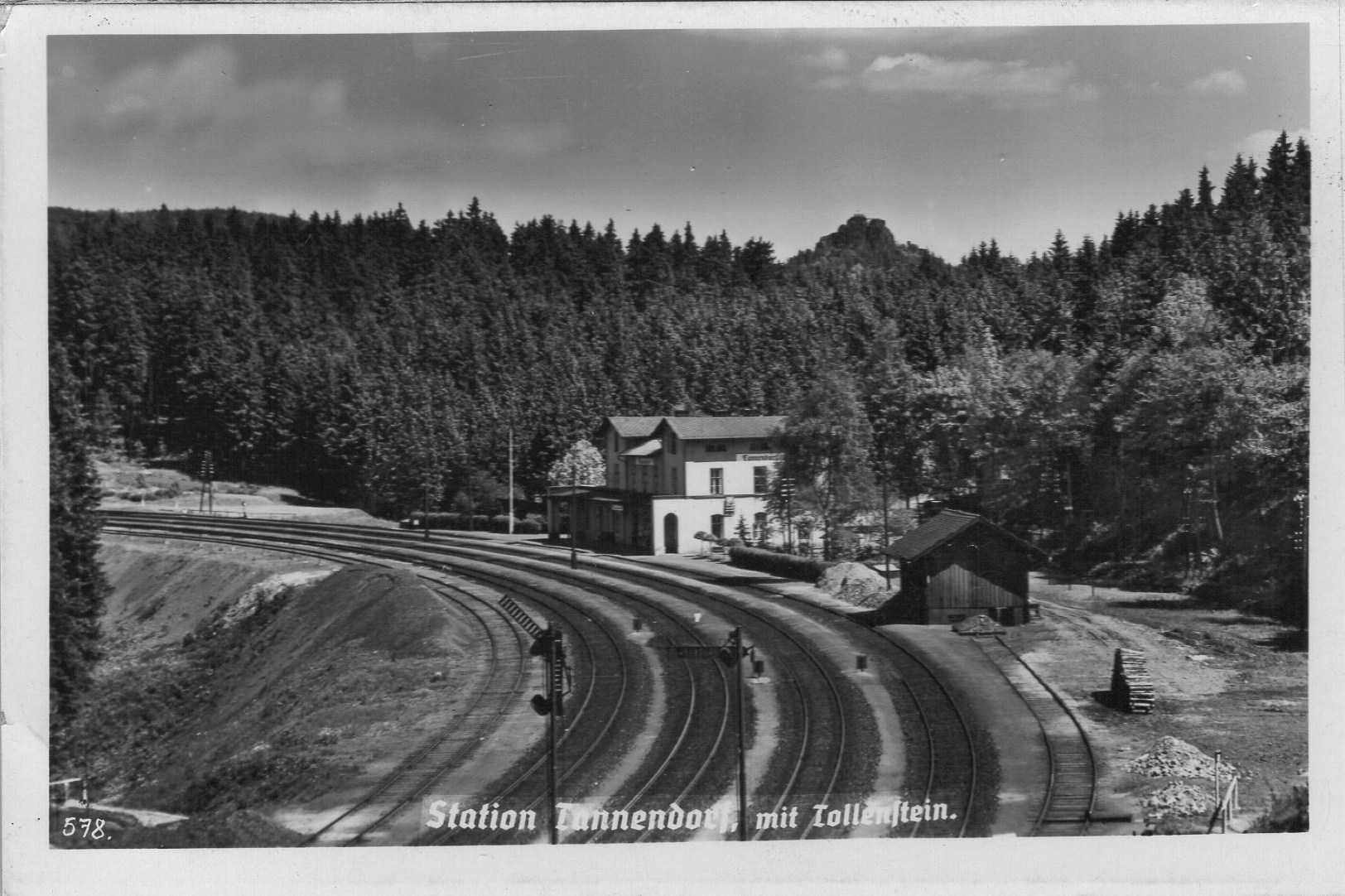
Bahnhof Tannenberg kurz nach dem „Anschluss“, als er für kurze Zeit den Namen Tannendorf trug. Im Hintergrund die Burg Tollenstein.
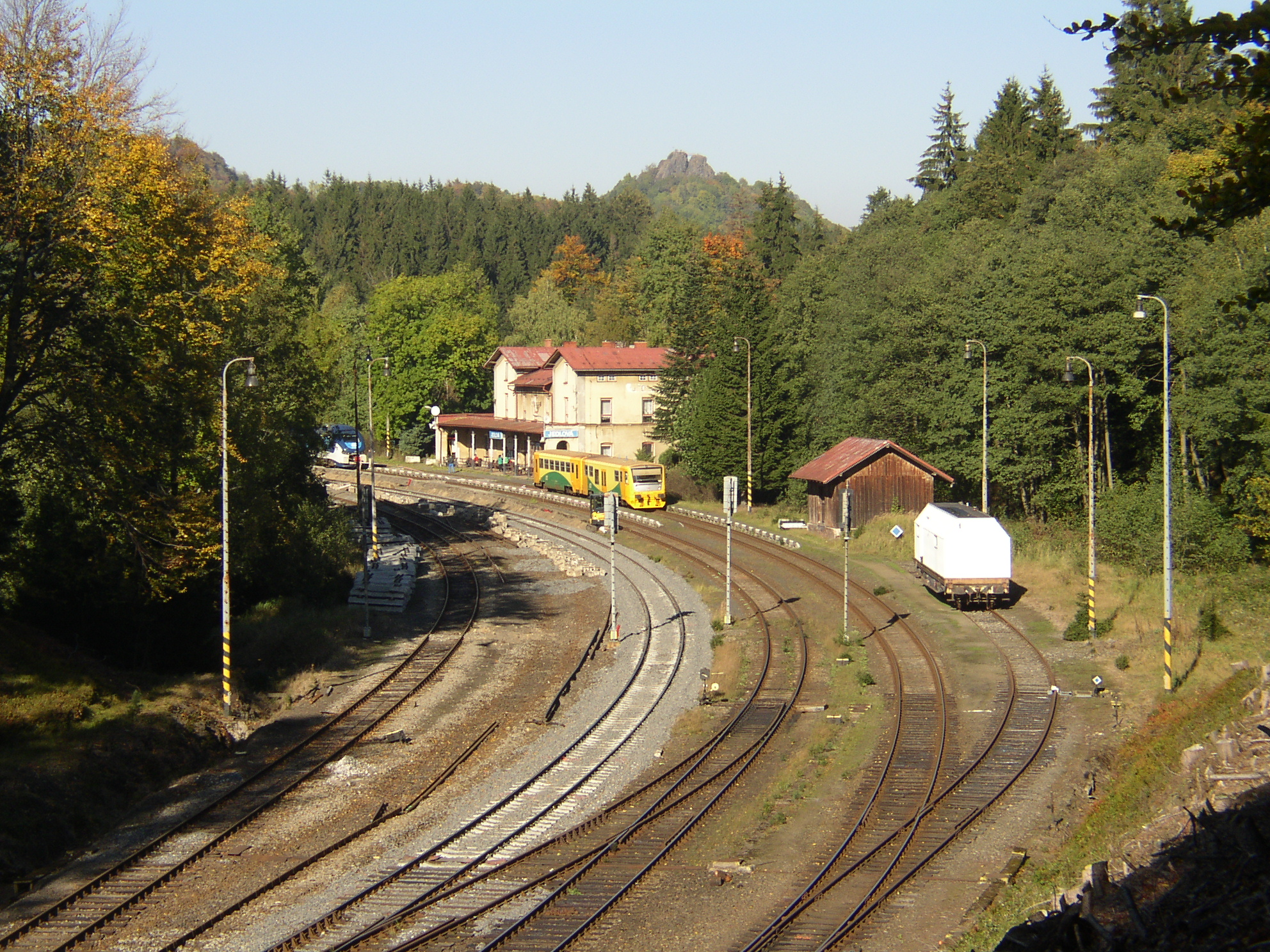
Bahnhof Jedlová während der Umbauarbeiten. Gleis 4 ist schon ausgebaut. (2015)
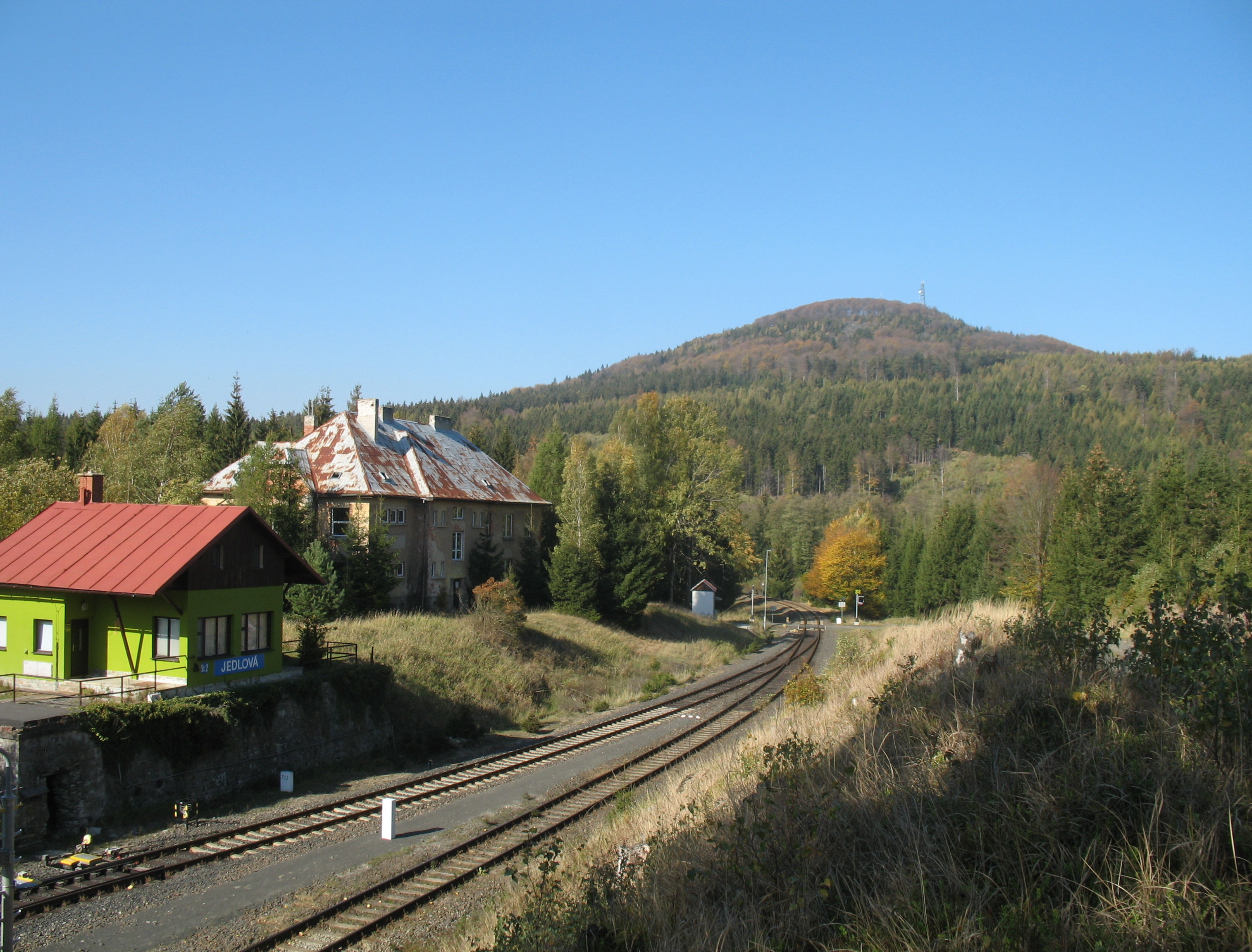
Stellwerk 2 und Eisenbahnerwohnhaus an der Spitze nach Ebersbach, im Hintergrund der namensgebende Berg Jedlová / Tannenberg (2018)
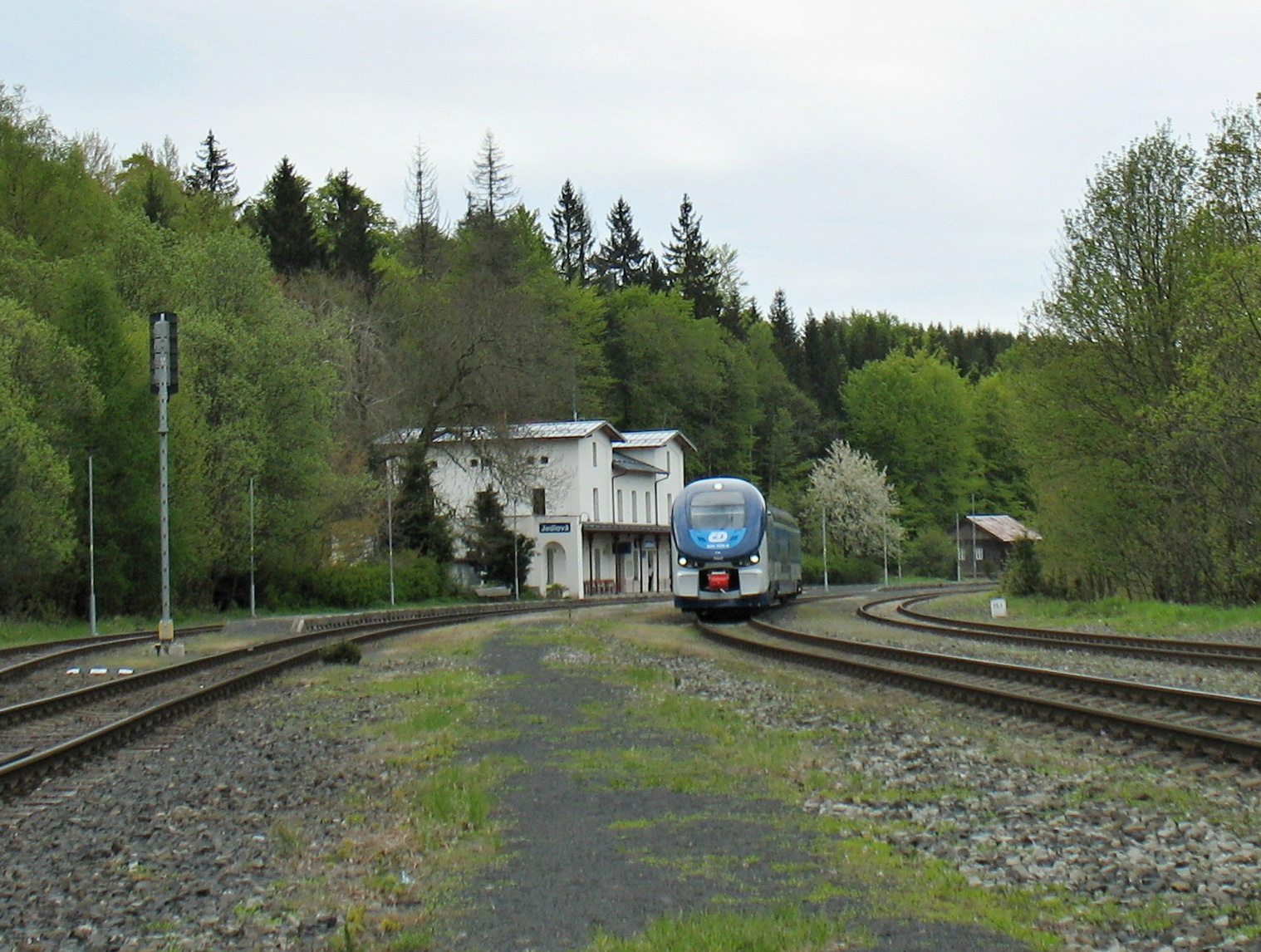
Das Aufnahmsgebäude wurde 2020 saniert. Der als Motorzug geführte Personenzug Os 6652 von Děčín hl.n. verlässte den Bahnhof in Richtung Rumburk (2021)